# Автомобильный проезд
Автомоби́льный прое́зд (до 1926 года — Южный проезд Конной площади, с 1926 по 1964 — Южный проезд) — проезд в Юго-Восточном административном округе города Москвы на территории Нижегородского района. Проезд проходит в восточном направлении, затем изгибается в юго-восточном направлении и идёт параллельно Третьему транспортному кольцу. Находится между Скотопрогонной улицей и железнодорожной линией. Нумерация домов ведётся от Скотопрогонной улицы.

## Происхождение названия
Назван 20 марта 1964 года по своему расположению вблизи автобазы. Прежнее название — Южный проезд Конной площади, в 1926—1964 годах — Южный проезд.

## Здания и сооружения
Проезд проходит в промышленной зоне.
По нечётной стороне
- № 9 — производственно-вспомогательный участок ФГУП «ГУССТ № 1 при Спецстрое России», бывший завод «Поиск»

По чётной стороне
- № 4а — 5-я дистанция Службы пути ГУП «Мосгортранс»
- № 6 — фармацевтическая компания Stada Pharmdevelopment
- № 8 — Таганский мясоперерабатывающий завод
- № 10 — плодоовощная база ГУП «Таганское»